# Баршим, Муамер Аисса
Муамер Аисса Баршам — катарский легкоатлет, прыгун в высоту. Младший брат Мутаза Эссы Баршима.
Занял 10-е место на чемпионате мира среди юношей 2011 года. Выступал на чемпионате мира среди юниоров 2012 года, но не смог выйти в финал. Чемпион Азии 2012 года среди юниоров с результатом 2,16 м. Чемпион Катара 2012 года и серебряный призёр в 2013 и 2014 годах.
7 сентября 2014 года занял 2-е место на соревнованиях Rieti Meeting — 2,25 м.
8 февраля 2015 года выступил на соревнованиях в чешском городе Тршинец, где занял 5-е место с результатом 2,24 м.